# Mike Banner
Mike Banner (Washington, 20 ottobre 1984) è un ex calciatore statunitense, di ruolo difensore.

## Carriera
Banner inizia la sua carriera con le squadre universitarie della Georgetown University prima, nel 2002 collezionando 13 presenze, e di Edwardsville dopo, triennio 2003-2006. Con i cougars scende in campo 56 volte segnando 18 gol.
Banner viene scelto al terzo giro, 34º assoluto, nell'MLS SuperDraft 2007 dai Chicago Fire.
Con la squadra statunitense partecipa ai playoff 2008, 2009 e 2010 ma, in tutti i casi, i Chicago vengono prematuramente eliminati.